# Masticophis
Masticophis – rodzaj węży z podrodziny Colubrinae w rodzinie połozowatych (Colubridae).

## Zasięg występowania
Rodzaj obejmuje gatunki występujące w Stanach Zjednoczonych, Meksyku, Belize, Gwatemali, Salwadorze, Hondurasie, Nikaragui, Kostaryce, Panamie, Kolumbii i Wenezueli.

## Systematyka

### Etymologia
Masticophis: gr. μαστιξ mastix, μαστιγος mastigos „bicz, bat”; οφις ophis, οφεως opheōs „wąż”.

### Podział systematyczny
Do rodzaju należą następujące gatunki:
- Masticophis anthonyi (Stejneger, 1901)
- Masticophis aurigulus (Cope, 1861)
- Masticophis barbouri (Van Denburgh & Slevin, 1921)
- Masticophis bilineatus Jan, 1863
- Masticophis flagellum (Shaw, 1802)
- Masticophis fuliginosus (Cope, 1895)
- Masticophis lateralis (Hallowell, 1853)
- Masticophis lineatus Bocourt, 1890
- Masticophis mentovarius (Duméril, Bibron & Duméril, 1854)
- Masticophis piceus (Cope, 1892)
- Masticophis schotti Baird & Girard, 1853
- Masticophis slevini Lowe & Norris, 1955
- Masticophis taeniatus (Hallowell, 1852)